# Castelo de Breuschwickersheim

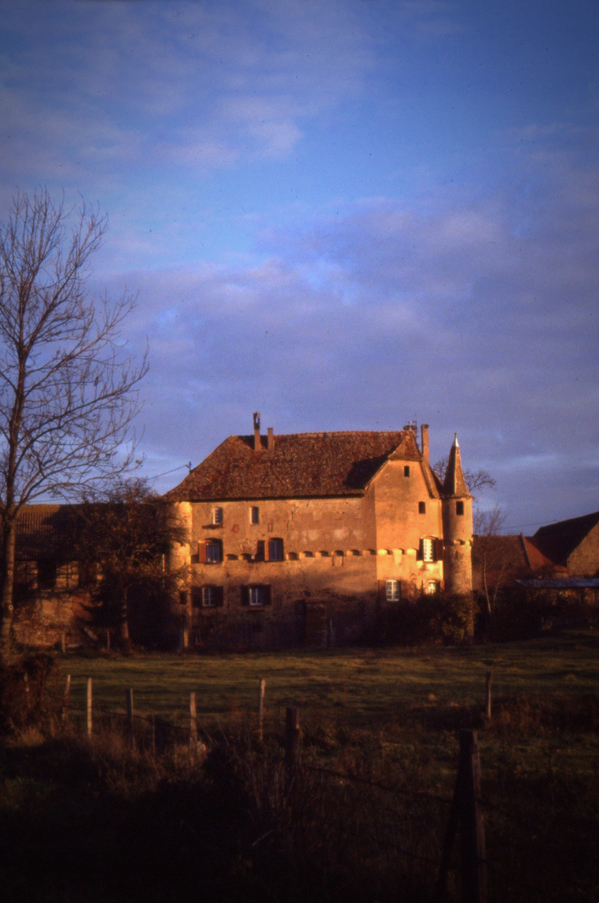
Château de Breuschwickersheim

O Château de Breuschwickersheim é um château em Breuschwickersheim, Bas-Rhin, Alsace, na França. Tornou-se um monumento histórico em 1929.